# Algemene begraafplaats Berkhouterweg
De Algemene begraafplaats Berkhouterweg, is een algemene begraafplaats in de Noord-Hollandse gemeente Hoorn. De begraafplaats is gevestigd aan de Berkhouterweg. In 1994 is de aula veranderd in  crematorium Hollands Hof. Dit crematorium hoort niet meer bij de begraafplaats. In de noordoostelijke hoek van de begraafplaats staan de zerken van de verplaatste Joodse begraafplaats die tot de ruiming bij de Algemene begraafplaats Keern hoorden.

## Verschillende gezindten
Sinds de stichting van de begraafplaats is er ruimte voor verschillende gezindten. De in gebruik name op 20 maart 1969 werd dan ook door de burgemeester, het Opperrabbinaat uit Utrecht, de katholieke en protestantse kerk gedaan. Voor de katholieken staat er een klokkenstoel met klok die geluid kan worden.
In de noordoostelijke hoek van de begraafplaats bevindt zich de geruimde Joodse begraafplaats. Omdat in de joodse traditie graven voor eeuwig zijn, zijn de geruimde menselijke resten hier herbegraven.
In 1991 werd er over gesproken om op de begraafplaats ook een hoek in te richten voor islamitische graven. Dit is uiteindelijk ook gebeurd. In de noordwestelijke hoek van de begraafplaats bevinden zich islamitische graven.

## Crematorium
Bij de aanleg van de begraafplaats in 1969 werd reeds een urnenmuur gebouwd. Sindsdien was er ook sprake van een verzoek om een crematorium te bouwen in Hoorn. In 1991 werd er het besluit genomen om op de begraafplaats een crematorium te bouwen. Dit kwam er in 1994 daadwerkelijk, tegelijkertijd werd er ook een nieuwe urnenmuur geplaatst.

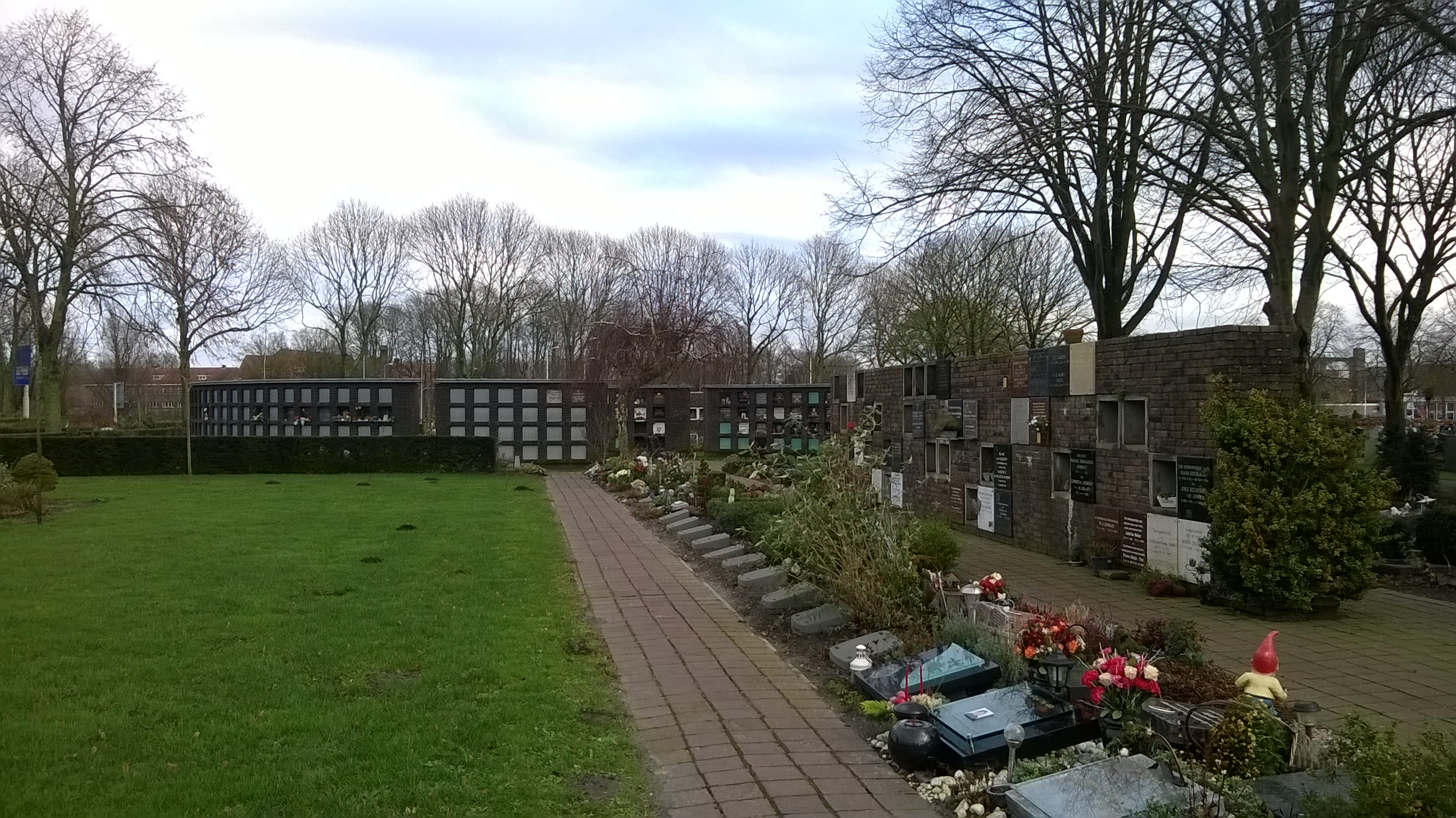
Op de voorgrond urnengraven, daarachter de oude rechte urnenmuur en daarachter de nieuwe gebogen urnenmuren.
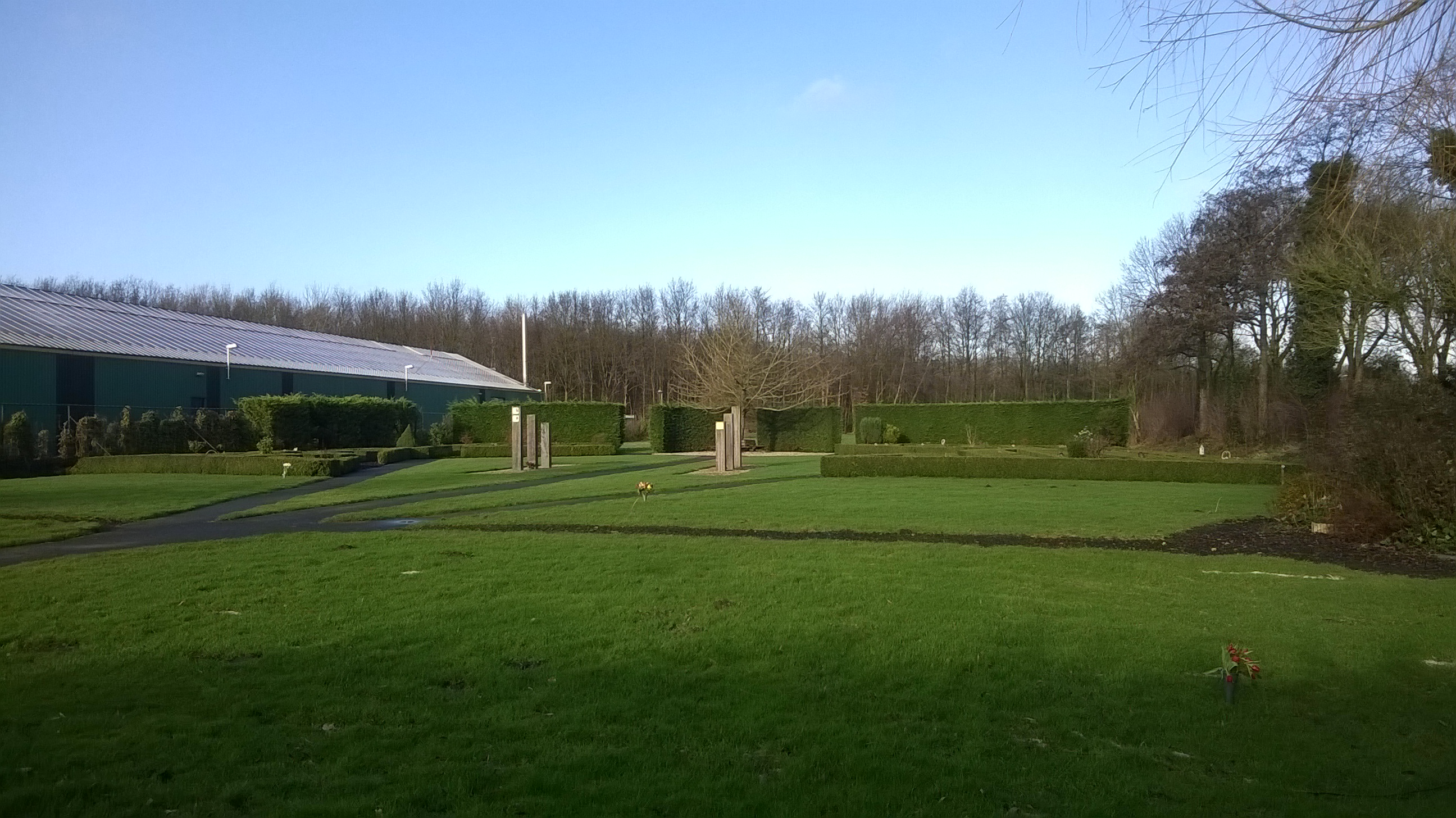
Aanwezige veld voor verstrooiing van as van overledenen.
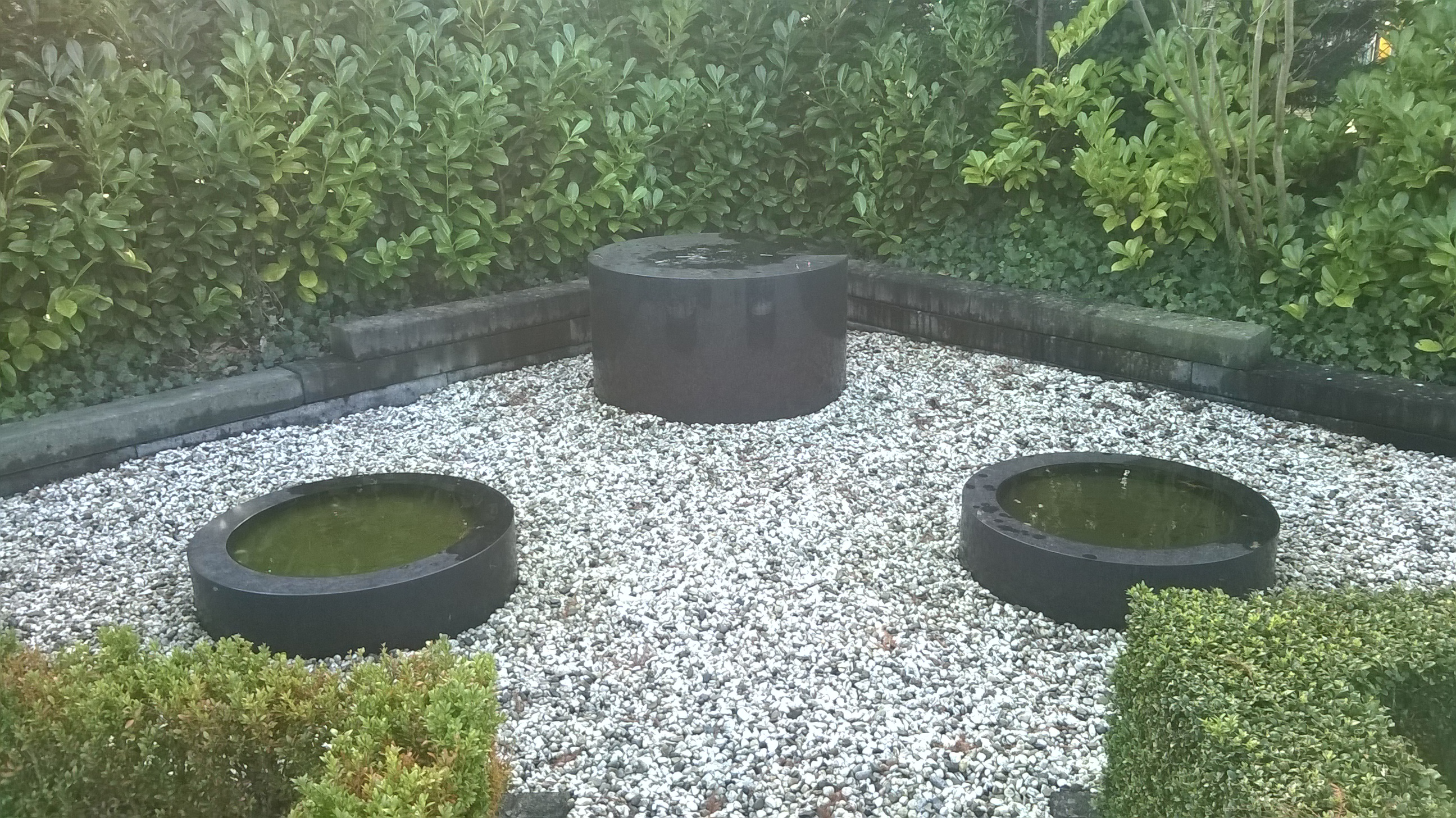
Monument voor overleden pasgeborenen, naast de strooiweide. Ontworpen door Peter van Dortmondt en geplaatst in 2007.

## Gemeentelijke monumenten
De Joodse begraafplaats is aangewezen als gemeentelijk monument. Sinds 2018 bevindt zich een tweede gemeentelijk monument op de begraafplaats. Het graf van Aafje Dell en Dieuwtje van Vliet. Het graf bevindt zich vlak bij het islamitische deel van de begraafplaats. Het graf bestaat uit een eenvoudige horizontale plaat met daarin gegraveerd de namen van de twee vrouwen.